# Lista hash
En computación, una lista hash o lista de hash es una estructura de datos formada por la lista de los valores hash de una lista de cadenas de bloques de datos. Es una extensión del concepto de hash de un dato.
Normalmente se usan funciones criptográficas de hash para protegerse contra cambios intencionados. Otras veces no hay que protegerse frente a cambios intencionados y se usan sumas de verificación.
Son mejores que un simple valor hash de la cadena entera porque permiten detectar el bloque que ha sido dañado y así centrarse en recuperar la información válida de ese bloque.

## Aplicaciones
Se suelen usar para las siguientes aplicaciones:
- Conseguir búsquedas rápidas en tablas hash
- Proteger la integridad de datos almacenados, manejados o transmitidos de forma que permanezcan inalterados.

## Hash raíz

Lista hash con un hash raíz

Frecuentemente se añade un valor hash adicional a la lista que es el valor hash de la lista de hash completa. A este valor se le llama hash raíz. Este valor permite comprobar de una sola vez la integridad de la lista completa. De esta forma por ejemplo podemos descargar el contenido de una fuente no confiable (por ejemplo un nodo de una red P2P) y luego verificar el hash raíz del contenido obtenido de una fuente confiable.
Realmente la estructura formada con el hash raíz es un árbol hash de dos niveles. Los árboles de hash son estructuras de datos más flexibles que las listas hash que pueden proporcionar estructuras más adaptadas a las necesidades de un problema concreto.